# Kripp-Haus
Das Kripp-Haus war ein Jugendhaus auf Sillgasse 8a in der Stadtgemeinde Innsbruck im Bundesland Tirol.

## Geschichte
Das Jugendhaus wurde im Hintaus der Jesuitenkirche mit dem Jesuiten Sigmund Kripp und der Marianischen Kongregation nach den Plänen des Architekten Josef Lackner erbaut und im Oktober 1964 eröffnet. Im Sommer wurde das Haus als Jugendherberge geführt. Das Haus wurde anfangs mit John-F.-Kennedy-Haus bezeichnet, nach Konflikten mit dem Bischof Paulus Rusch musste Kripp im November 1973 die Leitung abgeben und ging in Folge nach München, das Haus wurde nun nach dem Gründer Kripp-Haus genannt.
Das Jugendheim wurde zum 12. Oktober 2003 geschlossen und danach abgebrochen. Heute steht dort eine Wohnhausanlage.

## Architektur
Der Freizeitheim für Mittelschüler verstand sich als robuste Hülle für verschiedenste pädagogische Aktivitäten mit teils definierten Nutzungen und teils nutzungsoffenen Raumbereichen. Das tragende Gerüst des Rohbaues wurde von den Schülern in ihrer Freizeit ausgebaut. Der unverputzte Rohbau erlaubte Veränderungen an der Oberfläche.
Das Haus hatte vier durch eine Treppe verbundene Etagen. Im Keller befanden sich ein Jazzbunker und Kegelbahnen, im Erdgeschoß mit größerer Raumhöhe befand sich ein Mehrzwecksaal, im 1. Stock befanden sich Gruppenräume, eine Kapelle, und sogenannte Diskussionshöhlen. Im 2. Stock befand sich ein von oben belichteter Turnsaal.
Die unprätentiöse Architektur des Hauses spiegelt den pädagogischen Weitblick seines Gründers, Pater Sigmund Kripp, wider, so Friedrich Achleitner (1980).

## Leitung
- 1964–1973 Pater Sigmund Kripp
- 1973–? Pater Josef Aigner
- ?–? Pater Johannes König
- ?–? Pater Richard Plaickner[2]

## Auszeichnungen
- Österreichischer Bauherrenpreis 1967